# Mesochorus inaequalis
Mesochorus inaequalis là một loài tò vò trong họ Ichneumonidae.